# Stourbridge (circonscription britannique)
Pour la ville, voir Stourbridge.
Circonscription parlementaire de la Chambre des communes
La circonscription de Stourbridge est une circonscription située dans le West Midlands, et représentée à la Chambre des communes du Parlement britannique.

## Géographie
La circonscription comprend :
- Les villes de Stourbridge et Brierley Hill
- Les quartiers de Oldswinford, Pedmore, Wollescote, Wollaston et Withymoor Village
- Les villages et paroisses civiles de Amblecote, Cradley, Lye et Quarry Bank

## Députés
Les Members of Parliament (MPs) de la circonscription sont :
1918-1950
| Législature                                   | Années    | Député | Député                  | Parti        |
| --------------------------------------------- | --------- | ------ | ----------------------- | ------------ |
| Stourbridge Issue de North Worcestershire     |           |        |                         |              |
| 31e                                           | 1918–1922 |        | John William Wilson     | Libéral      |
| 32e                                           | 1922–1923 |        | Douglas Percival Pielou | Conservateur |
| 33e                                           | 1923–1924 |        | Douglas Percival Pielou | Conservateur |
| 34e                                           | 1924–1927 |        | Douglas Percival Pielou | Conservateur |
| 34e                                           | 1927-1929 |        | Wilfred Wellock         | Travailliste |
| 35e                                           | 1929–1931 |        | Wilfred Wellock         | Travailliste |
| 36e                                           | 1931–1935 |        | Robert Harry Morgan     | Conservateur |
| 37e                                           | 1935–1942 |        | Robert Harry Morgan     | Conservateur |
| 38e                                           | 1945–1950 |        | Arthur Moyle            | Travailliste |
| Remplacée par Oldbury and Halesowen et Dudley |           |        |                         |              |

Depuis 1997
| Législature                          | Années          | Député       | Député        | Parti        |
| ------------------------------------ | --------------- | ------------ | ------------- | ------------ |
| Recréée de Halesowen and Stourbridge |                 |              |               |              |
| 52e                                  | 1997–2001       |              | Debra Shipley | Travailliste |
| 53e                                  | 2001–2005       |              | Debra Shipley | Travailliste |
| 54e                                  | 2005–2010       | Lynda Waltho |               | Travailliste |
| 55e                                  | 2010–2015       |              | Margot James  | Conservateur |
| 56e                                  | 2015–2017       |              | Margot James  | Conservateur |
| 57e                                  | 2017–2019       |              | Margot James  | Conservateur |
| 57e                                  | sept.-oct. 2019 |              | Margot James  | Indépendant  |
| 57e                                  | oct.-déc. 2019  |              | Margot James  | Conservateur |
| 58e                                  | 2019–Présent    | Suzanne Webb |               | Conservateur |

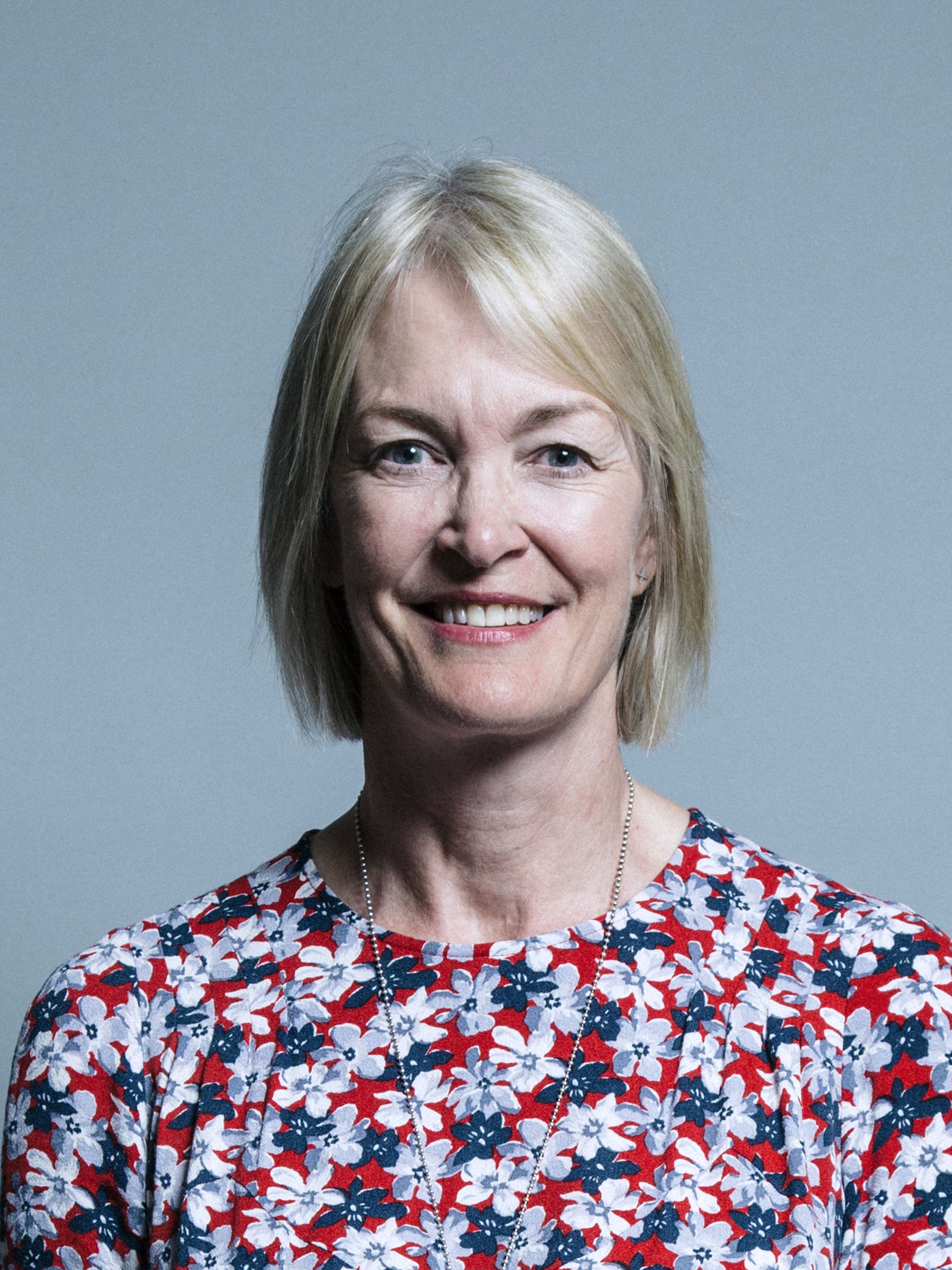
Margot James (2010-2019)